# سامسونج جالكسي يانغ
سامسونج جالكسي يانغ (بالإنجليزية: Samsung Galaxy Young)‏ هو هاتف ذكي من إلكترونيات سامسونج ضمن سلسلة سامسونج جالكسي يعمل بنظام أندرويد، تم طرحه في الأسواق في مارس 2013.

## الخصائص
- نظام التشغيل: أندرويد 4.1.2
- الكاميرا الخلفية: 3 ميجابكسل
- الشاشة: شاشة لمس 320 × 480
- الوزن: 112 غ (4.0 أونصة)
- المعالج: 1 جيجا هرتز
- الذاكرة: 765 ميجابايت
- التخزين: 2 جيجابايت
- ذاكرة الوصول العشوائي 665ميغابايت
- الشبكات: يدعم الجيل الثالث
- إصدارات النظام الاخيرة:

SAPIN black edition-morocco MAT -morocoo FWD